# Raiden Tameemon
Raiden Tameemon (en japonés, 雷電 爲右衞門; enero de 1767 - 9 de abril de 1825) nacido como Seki Tarōkichi (en japonés, 関 太郎吉) fue un luchador de sumo japonés. Es considerado el mejor rikishi (luchador de sumo) de la historia, aunque nunca fue ascendido a yokozuna.

## Primeros años
Raiden nació en una familia de agricultores en un pueblo rural en Shinano. Su padre Hanemon, quien disfrutó tanto del sumo como del sake, permitió a Raiden a los 14 años asistir a clases de sumo en Nagaze (hoy Murokocho), el pueblo vecino. Cuando Raiden tenía 17 años, el capataz de la Urakaze beya se fijó en él en un jungyō (gira regional) cuando venía a través del área con sus luchadores. Especialmente estaba impresionado con el físico del joven, la cual era extraordinaria en el momento. El joven Raiden medía 1,97 metros de altura, era más alto que la mayoría de sus contemporáneos por 3 cabezas. También tenía brazos largos y manos enormes; una huella en el templo Shofukuji cerca de Okayama, ya que se dice que la mano de Raiden medía 24 cm desde la muñeca hasta la punta del dedo medio. Cuando Raiden se formó como luchador, ganó un peso de 169 kg. Cuando Urakaze Kazuki lo invitó a Edo y comenzó su formación, resultó que Raiden no solo poseía el cuerpo de un gigante,[cita requerida] sino también un talento para el sumo.Especialmente fue talentoso en las técnicas oshi-sumo y pudo moverse a una alta velocidad considerando su tamaño. Pronto Raiden abandonaría su heya y se unió no oficialmente a la Isenoumi beya, donde el yokozuna Tanikaze se convirtió en su oyakata.[cita requerida]

## Carrera profesional en el sumo
En 1789, el shikona Raiden, que significa «rayo», apareció en el banzuke, aunque Raiden no tuvo su debut hasta el otoño de 1790. Raiden debutó como sekiwake, ya que era la práctica común de aquel entonces. Tuvo el mejor resultado en un basho (torneo) sin conocer la derrota. Después de la muerte de Tanikaze, Raiden fue ascendido a ōzeki en marzo de 1795, un rango que mantuvo por casi 17 años. Entre noviembre de 1793 y abril de 1800, Raiden terminó con el mejor resultado en todos los torneos en los que participó, por delante de otros luchadores de la época, Tanikaze y Onogawa. Después de 1800, se mantuvo dominante, y los funcionarios del sumo incluso le prohibieron utilizar sus técnicas favoritas con el fin de mantener interesantes sus combates.[cita requerida] Raiden participó en veintiocho de los treinta y cinco torneos que se realizaron durante los años en los que era luchador en activo, solo se realizaban dos torneos al año por aquel entonces (sin embargo, sus resultados son considerados como no oficiales por la Asociación de Sumo del Japón, debido a que el sistema oficial de títulos fue establecido recién en 1909, no había ningún premio otorgado por distinciones individuales en torneos). En siete de ellos, ganó sin sufrir ni una sola derrota o empate. En total logró 254 victorias y solo 10 derrotas, un porcertanje del 96,2% de victorias, un logro de todos los tiempos. Sus rachas ganadoras más largas fueron 11 torneos consecutivos o 44 combates.

## Retiro del sumo
Finalmente, en la primavera de 1811, Raiden se retiró a la edad de 43 años. Se convirtió en presidente de la Asociación de Sumo de la Provincia de Izumo (ubicada hoy en la Prefectura de Shimane), donde residía su daimio patrocinador. En 1816, se trasladó a Edo y culminó su diario Shokoku Sumo Hikae-cho (Diario de sumo en varias regiones), que describe su tiempo como luchador activo desde 1789.
Después de su muerte fue enterrado en Akasaka en Edo. Dos trenzas de su pelo fueron enterradas en otras tumbas que se encuentran en su pueblo natal y en Matsue en Shimanae.
Cuando Raiden todavía era luchador activo, los habitantes de su pueblo natal construyeron monumentos en honor a sus padres. Raiden mismo contribuyó con un barril de sake hecho de piedra en memoria de su padre. Desde su muerte, Raiden apareció no solo como objeto de una serie de estatuas, sino también en sellos y etiquetas de cerveza.

## Enigma no resuelto
A pesar de su dominio, nunca fue promovido a yokozuna, el grado más alto en el sumo. El motivo sigue siendo un misterio en la historia del sumo.
De acuerdo con la teoría de Masahiko Nomi, Yoshida Oikaze XIX concedía licencias de yokozuna a solo 2 luchadores, Tanikaze y Onogawa, y no tenía ninguna intención de conceder a ningún otro en el futuro, pero Yoshida Oikaze XX intentó derrotar a la familia Gojo, que quería promover a Kashiwado y Tamagaki a yokozuna, mediante la concesión de una licencia de yokozuna a Ōnomatsu después. Ōnomatsu fue el primer nuevo yokozuna en 30 años.
Otra teoría sugiere que la razón de esto se puede encontrar en la historia de la familia de su patrocinador, su daimio Matsudaira Harusato, quien era descendiente de Yūki Hideyasu, hijo de Tokugawa Ieyasu. Por otra parte, la familia Yoshida, que tenía el privilegio de otorgar la licencia de yokozuna, apoyó al clan Hosokawa, que tenía una historia de apoyo a Ishida Mitsunari.
El grado de yokozuna no contaba como un rango oficial en el banzuke hasta principios del siglo XX. A pesar de que nunca fue ascendido oficialmente a yokozuna. Su nombre ha sido añadido como «rikishi incomparable» en el monumento memorial de yokozuna en el jinja Tomioka Hachiman, Tokio, en 1900.

## Historial
1790
| Año (Honbasho) | Haru Basho (marzo) (ciudad de Tokio) | Fuyu Basho (noviembre) (ciudad de Tokio) | Victorias / Derrotas / Ausencias / Empates / Retenciones / Sin resultados |
| 1790           | —                                    | Sekiwake 1 Oeste 8 - 0 - 2r              | 8 - 0 - 2r                                                                |

1791
| Año (Honbasho) | Haru Basho (junio) (ciudad de Tokio) | Fuyu Basho (noviembre) (ciudad de Tokio) | Victorias / Derrotas / Ausencias / Empates / Retenciones / Sin resultados |
| 1791           | Sekiwake 1 Oeste 6 - 1 - 2 - 1sr     | Sekiwake 1 Oeste 8 - 0 - 1 - 1r          | 14 - 1 - 3 - 1r - 1sr                                                     |

1792
| Año (Honbasho) | Haru Basho (marzo) (ciudad de Tokio) | Fuyu Basho (noviembre) (ciudad de Tokio) | Victorias / Derrotas / Ausencias / Empates / Retenciones / Sin resultados |
| 1792           | ¿?                                   | Sekiwake 1 Oeste 2 - 0 - 1               | 2 - 0 - 1                                                                 |

1793
| Año (Honbasho) | Haru Basho (marzo) (ciudad de Tokio) | Fuyu Basho (octubre) (ciudad de Tokio) | Victorias / Derrotas / Ausencias / Empates / Retenciones / Sin resultados |
| 1793           | Sekiwake 1 Oeste 8 - 1               | Sekiwake 1 Oeste 8 - 0 - 1 - 1r        | 16 - 1 - 1 - 1r                                                           |

1794-1795
| Año (Honbasho) | Haru Basho (marzo) (ciudad de Tokio) | Fuyu Basho (noviembre) (ciudad de Tokio) | Victorias / Derrotas / Ausencias / Empates / Retenciones / Sin resultados |
| 1794           | Komusubi 1 Oeste 6 - 0 - 2 - 1e - 1r | Sekiwake 1 Oeste 8 - 0 - 1 - 1r          | 14 - 0 - 3 - 1e - 2r                                                      |
| 1795           | Ōzeki 1 Oeste 5 - 0                  | ¿?                                       | 5 - 0                                                                     |

1796-1798
| Año (Honbasho) | Haru Basho (marzo) (ciudad de Tokio) | Fuyu Basho (octubre) (ciudad de Tokio) | Victorias / Derrotas / Ausencias / Empates / Retenciones / Sin resultados |
| 1796           | ¿?                                   | Ōzeki 1 Oeste 9 - 0 - 1                | 9 - 0 - 1                                                                 |
| 1797           | Ōzeki 1 Oeste 8 - 1 - 1              | Ōzeki 1 Oeste 10 - 1                   | 18 - 2 - 1                                                                |
| 1798           | Ōzeki 1 Oeste 8 - 0 - 1 - 1sr        | Ōzeki 1 Oeste 9 - 0 - 1                | 17 - 0 - 2 - 1sr                                                          |

1799
| Año (Honbasho) | Haru Basho (febrero) (ciudad de Tokio) | Fuyu Basho (noviembre) (ciudad de Tokio) | Victorias / Derrotas / Ausencias / Empates / Retenciones / Sin resultados |
| 1799           | Ōzeki 1 Oeste 6 - 0 - 1                | Ōzeki 1 Oeste 9 - 0 - 1                  | 15 - 0 - 2                                                                |

1800
| Año (Honbasho) | Haru Basho (abril) (ciudad de Tokio) | Fuyu Basho (octubre) (ciudad de Tokio) | Victorias / Derrotas / Ausencias / Empates / Retenciones / Sin resultados |
| 1800           | ¿?                                   | Ōzeki 1 Oeste 6 - 1 - 2 - 1r           | 6 - 1 - 2 - 1r                                                            |

1801
| Año (Honbasho) | Haru Basho (marzo) (ciudad de Tokio) | Fuyu Basho (noviembre) (ciudad de Tokio) | Victorias / Derrotas / Ausencias / Empates / Retenciones / Sin resultados |
| 1801           | Ōzeki 1 Oeste 6 - 0 - 3 - 1r         | ¿?                                       | 6 - 0 - 3 - 1r                                                            |

1802
| Año (Honbasho) | Haru Basho (febrero) (ciudad de Tokio) | Fuyu Basho (noviembre) (ciudad de Tokio) | Victorias / Derrotas / Ausencias / Empates / Retenciones / Sin resultados |
| 1802           | ¿?                                     | Ōzeki 1 Oeste 8 - 0 - 2                  | 8 - 0 - 2                                                                 |

1803
| Año (Honbasho) | Haru Basho (mayo) (ciudad de Tokio) | Fuyu Basho (octubre) (ciudad de Tokio) | Victorias / Derrotas / Ausencias / Empates / Retenciones / Sin resultados |
| 1803           | Ōzeki 1 Oeste 5 - 0 - 2r            | Ōzeki 1 Oeste 9 - 0 - 1                | 14 - 0 - 1 - 2r                                                           |

1804
| Año (Honbasho) | Haru Basho (marzo) (ciudad de Tokio) | Fuyu Basho (octubre) (ciudad de Tokio) | Victorias / Derrotas / Ausencias / Empates / Retenciones / Sin resultados |
| 1804           | ¿?                                   | Ōzeki 1 Oeste 8 - 1 - 1                | 8 - 1 - 1                                                                 |

1805-1806
| Año (Honbasho) | Haru Basho (febrero) (ciudad de Tokio) | Fuyu Basho (octubre) (ciudad de Tokio) | Victorias / Derrotas / Ausencias / Empates / Retenciones / Sin resultados |
| 1805           | Ōzeki 1 Oeste 10 - 0                   | Ōzeki 1 Oeste 9 - 1                    | 19 - 1                                                                    |
| 1806           | Ōzeki 1 Oeste 3 - 1 - 1                | Ōzeki 1 Oeste 9 - 0 - 1r               | 12 - 1 - 1 - 1r                                                           |

1807
| Año (Honbasho) | Haru Basho (febrero) (ciudad de Tokio) | Fuyu Basho (noviembre) (ciudad de Tokio) | Victorias / Derrotas / Ausencias / Empates / Retenciones / Sin resultados |
| 1807           | Ōzeki 1 Oeste 8 - 0 - 1 - 1r           | Ōzeki 1 Oeste 8 - 0 - 1r - 1sr           | 16 - 0 - 1 - 2r - 1sr                                                     |

1808
| Año (Honbasho) | Haru Basho (marzo) (ciudad de Tokio) | Fuyu Basho (octubre) (ciudad de Tokio) | Victorias / Derrotas / Ausencias / Empates / Retenciones / Sin resultados |
| 1808           | Ōzeki 1 Oeste 7 - 0 - 2 - 1sr        | Ōzeki 1 Oeste 9 - 1                    | 16 - 1 - 2 - 1sr                                                          |

1809-1810
| Año (Honbasho) | Haru Basho (febrero) (ciudad de Tokio) | Fuyu Basho (octubre) (ciudad de Tokio) | Victorias / Derrotas / Ausencias / Empates / Retenciones / Sin resultados |
| 1809           | Ōzeki 1 Oeste 8 - 0 - 1 - 1r           | Ōzeki 1 Oeste 7 - 1 - 2                | 15 - 1 - 3 - 1r                                                           |
| 1810           | Ōzeki 1 Oeste 9 - 0 - 1sr              | Ōzeki 1 Oeste 7 - 1 - 1 - 1e           | 16 - 1 - 1 - 1e - 1sr                                                     |

1811
| Año (Honbasho) | Haru Basho (febrero) (ciudad de Tokio) | Fuyu Basho (noviembre) (ciudad de Tokio) | Victorias / Derrotas / Ausencias / Empates / Retenciones / Sin resultados |
| 1811           | Ōzeki 1 Oeste 0 - 0 - 10               | —                                        | 0 - 0 - 10                                                                |

## En la cultura popular
- Raiden Tameemon aparece en el manga escrito por Takumi Fukui y Shinya Umemura e ilustrado por Chika Aji; Shūmatsu no Valkyrie donde tras fallecer, Raiden es convocado a Ragnarök de mano de Brunhilde. Allí se enfrentó al dios del hinduismo que representa la destrucción y la transformación universal, Shiva, con quien sostuvo un feroz confrontamiento donde logró en más de una ocasión derribar al dios destructor, pero aun así el poder y la técnica de Shiva terminaría siendo superior y tras desatar su verdadero poder derrota a Raiden destrozándole un brazo y finalmente decapitándolo.